# Лиъм Нийсън
Лиъм Джон Нийсън (на английски: Liam Neeson, с рождено име William John Neeson) е северноирландски актьор. В най-добрата си форма Нийсън е висок 193 см. 

## Биография

### Младежки години
Роден е на 7 юни 1952 г. в Балимина, Северна Ирландия. В по-младите си години Лиъм печели северноирландската шампионска титла по бокс. Този боен спорт му донася счупване на носа, благодарение на което е и характерната форма на носа му. Първоначално мечтае да стане учител и следва в Queens College в Белфаст предметите математика, физика, информатика и театрално изкуство. Играл е в един футболен мач на дъблинския „Бохемианс“, където влиза като резерва през второто полувреме.

### Първи роли
През 1976 г. се присъединява към театралната група Lyric Players’ Theatre в Белфаст, където в драмата The Risen People на Йосиф Плънкетс е неговият дебют на сцената. Две години по-късно се премества в Abbey Repertoire-Theatre в Дъблин. През 1980 участва в „За мишките и хората“ (Of Mice and Men) на Джон Стайнбек в ролята на Лени. Забелязан е от Джон Бурман и играе ролята на ездача Гавейн във фентъзи филма „Ескалибур“.
Взема участие в множество филми, най-вече с второстепенни роли, рамо до рамо с преуспели звезди. Във филма Die Bounty (1984) играе заедно с Мел Гибсън и Антъни Хопкинс, в Mission, с Джеръми Айрънс и Робърт де Ниро, в High Spirits (1988) заедно с Питър О'Тул, Бевърли Д’Анджело, Стийв Гутенберг и Дарил Хана и в „Съпрузи и съпруги“ (1992) между актьори като Уди Алън, Блити Дънър, Джуди Дейвис, Мия Фароу, Джулиет Люис и Сидни Полак.
В „Списъкът на Шиндлер“ на Стивън Спилбърг Лиъм Нийсън играе в ролята на харизматичния индустриалец Оскар Шиндлер, който по време на Третия Райх спасява близо 1200 юдеи от нацистите, като ги назначава в своята фабрика. Нийсън жъне голям успех сред критиците и публиката. С филма успява да направи своя голям пробив и получава световно признание. Номиниран е от Филмовата академия на САЩ (Оскар) и от Британската академия за филмово и телевизионно изкуство (BAFTA), а също и за награда „Златен глобус“.

## В театъра
Освен с кариерата си като филмов актьор Нийсън се изявява и на театралната сцена. Участва в репродукцията на Anna Christie от Юджийн О'Нийл заедно с Наташа Ричардсън. В The Judas Kiss играе ролята на Оскар Уайлд. През 2003 Нийсън участва като чуждестранен работник в пиесата The Play What I Wrote.

## Личен живот
На 6 юли 1994 г. се жени за актрисата Наташа Ричардсън – дъщеря на Ванеса Редгрейв и Тони Ричардсън. Имат двама синове. Лиъм Нийсън и Наташа Ричардсън участват през 1993 г. заедно в продукцията на Бродуей „Ана Кристи“, а също и във филма „Нел“ (1994). Наташа Ричардсън умира на 18 март 2009 г. вследствие на контузия на главата по време на уроци по ски.

## Филмография
- 1979: Pilgrim's Progress
- 1979: Christiana
- 1981: Excalibur
- 1981: A Woman of Substance
- 1983: Krull
- 1984: The Bounty
- 1985: Arthur the king
- 1985: Merlin And The Sword
- 1986: Sworn to silence
- 1986: Мисията
- 1987: Sweet as you are
- 1987: Suspect
- 1987: A Prayer for the Dying
- 1988: High Spirits
- 1988: Satisfaction
- 1988: The Good Mother
- 1988: The Dead Pool
- 1989: The Big Man
- 1989: Next of Kin
- 1990: Даркман
- 1991: Under Suspicion
- 1992: Съпрузи и съпруги
- 1992: Leap of face
- 1992: Shining Through
- 1993: Ruby Cairo
- 1993: Ethan Frome
- 1993: Списъкът на Шиндлер
- 1994: Nell
- 1995: Rob Roy
- 1996: Michael Collins
- 1996: Before And After
- 1998: Les Misérables
- 1999: Междузвездни войни: Епизод I - Невидима заплаха
- 1999: Свърталище на духове
- 2000: Gun Shy
- 2002: Бандите на Ню Йорк
- 2002: К-19
- 2003: Наистина любов
- 2004: Кинси
- 2005: Небесно царство
- 2005: Батман в началото
- 2005: Breakfast on Pluto
- 2005: Хрониките на Нарния: Лъвът, Вещицата и дрешникът (Глас)
- 2006: Серафим Фолс
- 2008: The Chronicles of Narnia: Prince Caspian (Глас)
- 2008: Твърде лично
- 2009: After life
- 2009: Клоуи
- 2010: Сблъсъкът на титаните
- 2010: Следващите три дни
- 2010: А-отборът
- 2011: Без име
- 2012: The Grey
- 2012: Battleship
- 2012: Гневът на титаните
- 2012: Твърде лично 2
- 2013: Кумба (Глас)
- 2013: Third Person
- 2014: Крадци на ядки (Глас)
- 2014: Директен полет
- 2014: Който оцелее ще разказва
- 2014: Билет за отвъдното
- 2015: Твърде лично 3
- 2015: Среднощно преследване
- 2016: Мълчание
- 2016: Часът на чудовището
- 2017: Марк Фелт
- 2018: Без последна спирка
- 2019: Студено отмъщение
- 2020: Направено в Италия
- 2020: Честен крадец
- 2021: Закрилникът
- 2021: Леден път
- 2023: Заложникът